# Itaboraí
Itaboraí (tupi: itaberaby, «rio das pedras brilhantes»)? é um município brasileiro no estado do Rio de Janeiro, Região Sudeste do País. Pertence ao Leste Metropolitano, na Região Metropolitana do Rio de Janeiro, e sua população, conforme o Censo do IBGE 2022, é de 224.267 habitantes.

## História

### Antecedentes
Por volta do ano 1000, povos de língua tupi procedentes dos vales dos rios Madeira e Xingu, na margem direita do rio Amazonas, invadiram a maior parte do atual litoral brasileiro, expulsando seus habitantes anteriores, falantes de línguas pertencentes ao tronco linguístico macro-jê, para o interior do continente. No século 16, quando os portugueses chegaram à região da baía de Guanabara, esta era ocupada por um desses povos tupis: os tupinambás, também chamados tamoios.

### Colonização Portuguesa
Em 26 de agosto de 1579, foi instalado na região o aldeamento jesuítico de São Barnabé, localizado no atual distrito de Itambi, que serviu como o primeiro ponto de fixação portuguesa no território que hoje compõe Itaboraí. Inicialmente, uma capela de Nossa Senhora da Conceição foi construída por João Corrêa da Silva, vinculada a Freguesia de Santo Antônio de Sá, sendo sua sede transferida para a capela de São João Batista, construída por João Vaz Pereira em 1672. Em 18 de janeiro de 1696 foi elevada a freguesia com o nome de Freguesia de São João Batista de Itaboraí.
De 1700 a 1800, a freguesia de São João de Itaboraí apresentou um notável desenvolvimento. Em 1759, os jesuítas foram expulsos da região e o aldeamento de São Barnabé passou para administração leiga, adotando em 1772 o nome de Vila Nova de São José del-Rei, incorporando também a Freguesia de Nossa Senhora do Desterro do Tambi. Em 1778, a freguesia de São João de Itaboraí era a mais importante da vila de Santo Antônio de Sá, considerada um grande centro agrícola. Em 1780, grande parte do açúcar produzido pelos oitenta engenhos das freguesias próximas era embarcado em caixas de madeira nos catorze barcos pertencentes ao porto (daí o nome Porto das Caixas). O açúcar era também embalado em cerâmicas produzidas nas próprias fazendas, o que gerou a tradição das olarias que persiste até hoje no município.

### Desmembramento de Santo Antônio de Sá
Com a epidemia de malária que atingiu a região entre 1829 e 1833, a freguesia de São João de de Itaborahy, então vinculada a Santo Antônio de Sá, foi elevada a categoria de vila em 15 de janeiro de 1833, através de um Decreto Imperial. No dia 22 de maio, foi instalado a primeira Câmara de Vereadores do município.
A partir de 1850, os transportes fluviais foram gradualmente substituídos pelos ferroviários e, em 23 de abril de 1860, com a inauguração do primeiro trecho da Estrada de Ferro Cantagalo, Itaboraí consolidou a sua importância econômica, pois recebia toda a produção de gêneros do nordeste fluminense pela ferrovia e a enviava em embarcações pelo Rio Aldeia até o Rio Macacu, deste seguinte até a Baía de Guanabara para ser comercializada. Contudo, a Vila de Santo Antônio de Sá começou a entrar em decadência, pois perdia a sua condição de entreposto comercial.
Em 5 de julho de 1874, foi inaugurada a Estrada Ferro-Carril Niteroiense, partindo de Maruí, em Niterói, até Porto das Caixas. A estrada fazia a ligação de Nova Friburgo e Cantagalo diretamente ao porto da capital da província, Niterói, substituindo o transporte fluvial realizado através de Porto das Caixas. A construção da estrada foi uma das principais causas do declínio do porto e, por consequência, da Vila de São João de Itaboraí – este último, também agravado pela Lei Áurea (apesar de muitos já estarem alforriados de forma independente à essa época) já que muitos escravocratas da região entraram em falência pela impossibilidade de seguir explorando a mão de obra sem remuneração. 
No ano de 1887, a Estrada de Ferro Cantagalo e a Estrada Ferro-Carril Niteroiense foram absorvidas pela Estrada de Ferro Leopoldina, da qual ambas tornaram-se parte de seu sistema ferroviário como as linhas do Cantagalo e do Litoral. 

### Período republicano
No século XX, entre as décadas de 1920 e 1980, teve grande destaque, na economia do município, a produção de laranjas, quando o município ganhou a alcunha de "terra da laranja" por ser o segundo maior produtor nacional dessa fruta.
Em 2012, com os avanços na construção do Complexo Petroquímico do Estado do Rio de Janeiro (COMPERJ), a cidade experimentou um "boom" imobiliário, com a construção de modernos edifícios corporativos, shopping center, hotéis de bandeira nacional e internacional, empreendimentos residenciais e o advento de novas lojas e negócios para Itaboraí. Com isso, a cidade passou a ser considerada o "El Dorado" fluminense , com excelente expectativa de crescimento e expansão populacional, proporcionando à cidade recordes jamais presenciados pela cidade ainda em clima rural. Desta forma, Itaboraí passou a atrair investimentos secundários à Refinaria.
Com o esquema descoberto pela Operação Lava-Jato, o COMPERJ foi paralisado mediante uma demissão em massa, o que afetou diretamente a economia do município.
Em 2024, o Complexo de Energias Boaventura nova nomenclatura para o antigo nome GasLub, localizado em Itaboraí, RJ, é uma unidade voltada para diversificação energética e sustentabilidade. Operação Iniciada no terceiro trimestre de 2024, processa gás natural bruto, contribuindo para a oferta de gás e GLP no estado, com capacidade de processar 21 milhões de metros cúbicos de gás por dia. Em 2025, a construção de unidades para produzir combustíveis com baixo teor de enxofre e lubrificantes avançados será iniciada. Com foco ambiental, utilizará apenas água de reuso, melhorando o saneamento da região e gerando mais de 10 mil empregos diretos.«Complexo Boaventura». Consultado em 17 de outubro de 2024

## Subdivisões

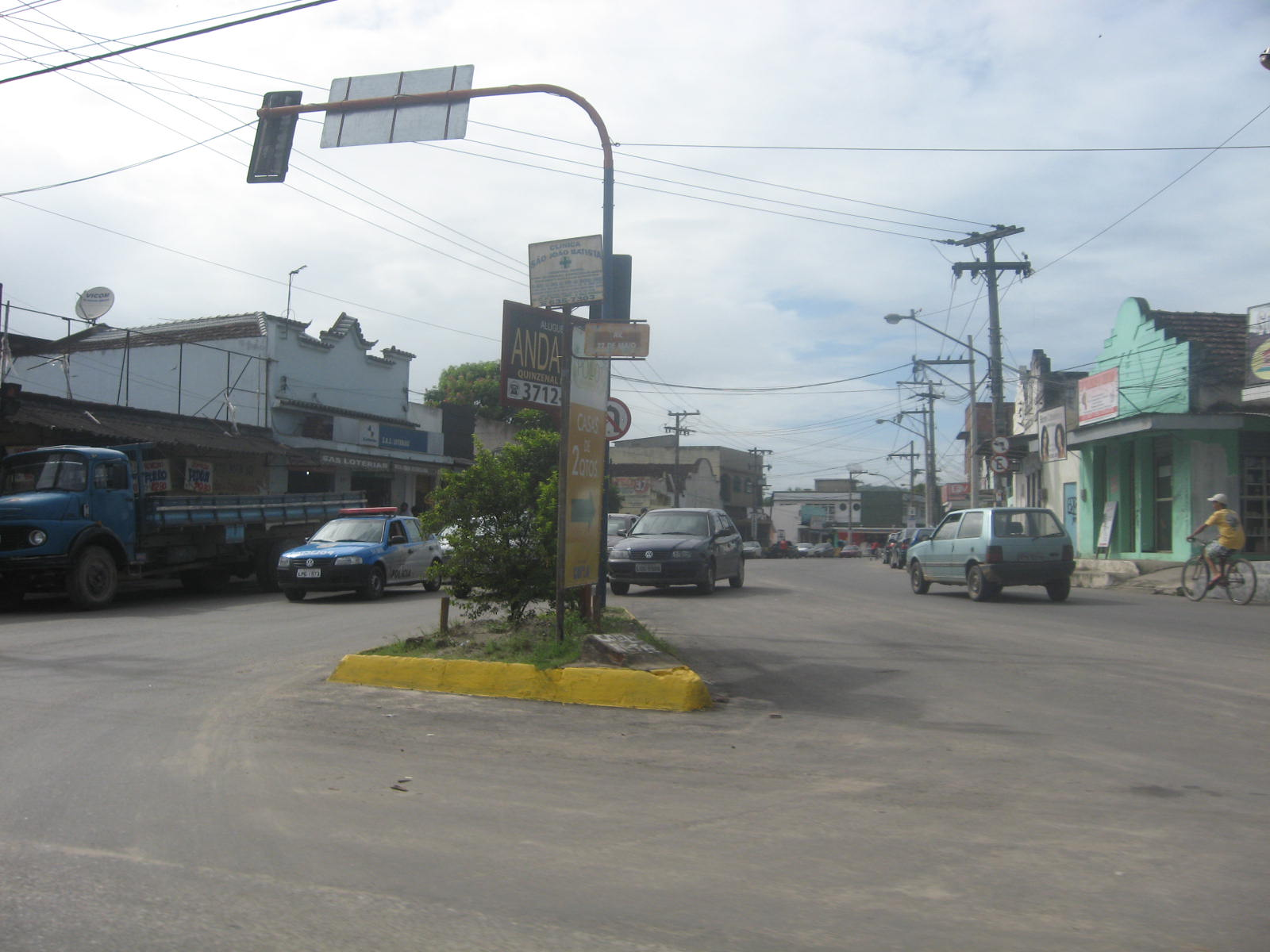
Venda das Pedras, bairro do distrito-sede de Itaboraí.

O município é dividido em oito distritos: Itaboraí (sede), Porto das Caixas, Itambi, Sambaetiba, Visconde de Itaboraí, Cabuçu, Manilha e Pachecos.

## Geografia
De acordo com a divisão do Instituto Brasileiro de Geografia e Estatística vigente desde 2017, o município pertence às Regiões Geográficas Intermediária e Imediata do Rio de Janeiro. Até então, com a vigência das divisões em microrregiões e mesorregiões, o município fazia parte da microrregião do Rio de Janeiro, que por sua vez estava incluída na mesorregião Metropolitana do Rio de Janeiro.
O município de Itaboraí possui clima tropical, chuvoso no verão e seco no inverno. Sua temperatura média anual é de 25 °C.

### Vegetação

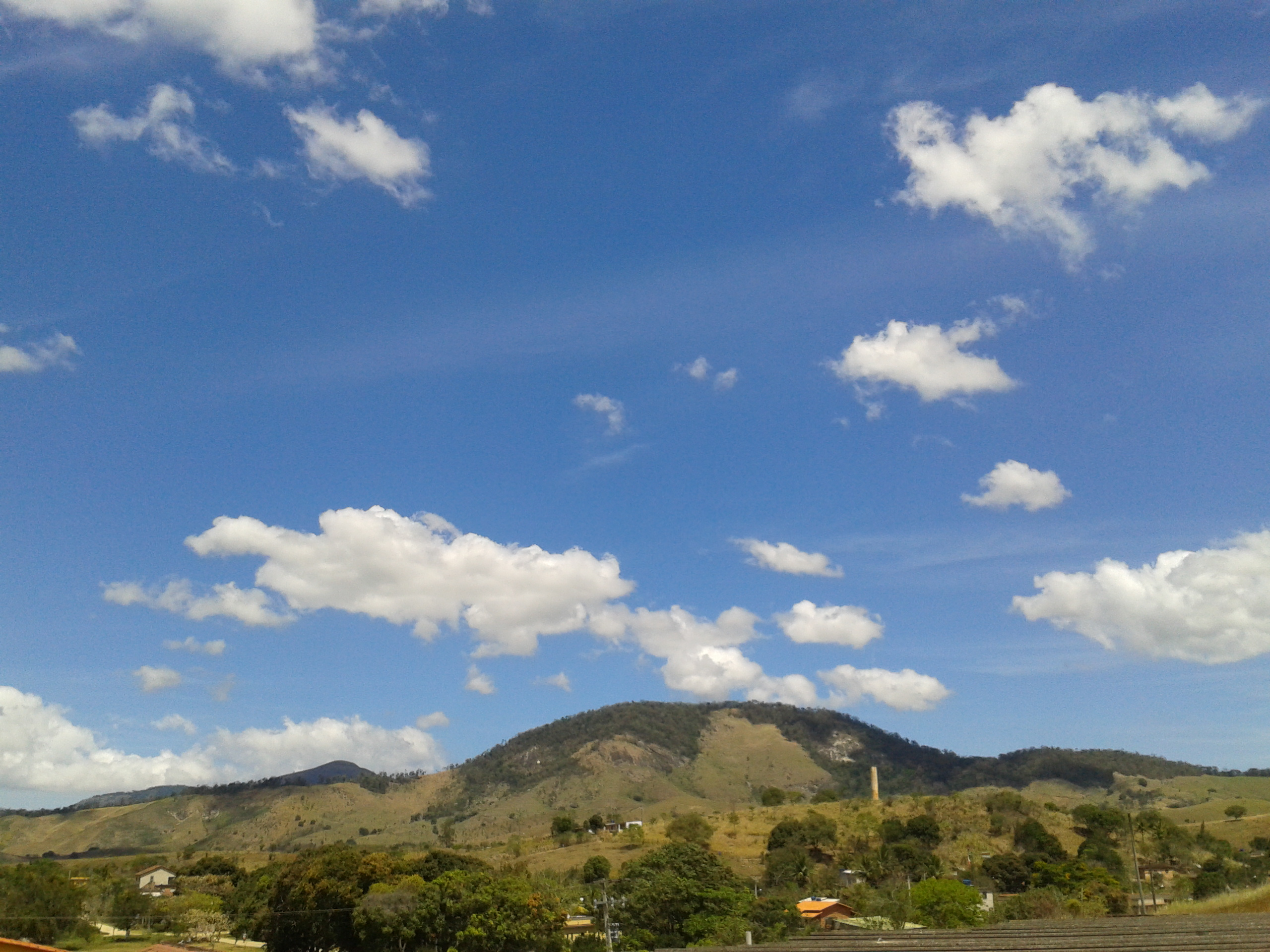
Serra do Lagarto, no limite entre Itaboraí e Maricá.

A vegetação atual do município é composta em maior parte por pastagens, mata de encosta, mangues e brejos. Os remanescentes de matas são observados nos setores mais íngremes e elevados nas serras do Barbosão e do Lagarto. São matas tipicamente secundárias resultantes da regeneração natural, pois concentraram muita exploração de madeira para a obtenção de carvão e lenha no passado. No restante do município, as matas encontram-se muito fragmentadas e aparecem em locais isolados.
Os manguezais ocupam grande parte da desembocadura dos rios que desaguam na baía de Guanabara em áreas de pouco declive cortadas pelos rios Macacu e Guaxindiba.

### Maciço do Barbosão
Uma das ultimas área verdes de estado do Rio de Janeiro, abriga fauna e flora remanescente de Mata Atlântica e varias nascentes de rio de pequeno curso que contribui com o Rio Casseribu.

### Relevo
As características do relevo do município são bem peculiares entre si. As maiores altitudes da cidade são encontradas na serra do Barbosão, a leste, na divisa com Tanguá; nas serras do Lagarto e Cassorotiba do Sul, na divisa com o município de Maricá. Nas demais localidades, no norte e no oeste do município, predominam as planícies, onde estão concentrados os rios que convergem para a baía de Guanabara. Entre as planícies e as serras, observa-se um relevo suavemente ondulado, com morros que raramente ultrapassam os cinquenta metros.

### Hidrografia
Os principais rios de Itaboraí são:
- Macacu
- Casseribu
- Iguá
- Aldeia
- Várzea

## Economia
As principais atividades econômicas do município são:
- Manufatura cerâmica (decorativa e utilitária)
- Fruticultura
- Agricultura de subsistência
- Apicultura
- Pecuária extensiva
- Extrativismo mineral
- Indústria
- Setor terciário (comércio e serviços)

De janeiro a abril de 2015, foi o oitavo município do país que mais perdeu postos de trabalho com carteira assinada em decorrência da crise econômica de 2014.

## Esporte
A cidade possui o estádio municipal Alziro de Almeida (Alzirão), com capacidade para 900 espectadores. A principal agremiação futebolística da cidade é a Associação Desportiva Itaboraí, que se sagrou vice-campeã estadual do antigo estado do Rio de Janeiro em 1977 e foi campeã da Terceira Divisão do Campeonato Carioca em 2015.

## Datas comemorativas
- 22 de maio - Dia do Município (aniversário da cidade)
- 24 de junho - Dia de São João, padroeiro do município

## Festividades
- Festa de São Pedro;
- Itaflores;
- Festa de São João;
- Comemoração do dia das mães;
- Desfile cívico de Comemoração do aniversário da cidade;
- Encontro de motociclistas;
- Feira do livro;
- Semana Municipal do Ciclismo
- Festa de São Barnabé